# Chen Yanyan

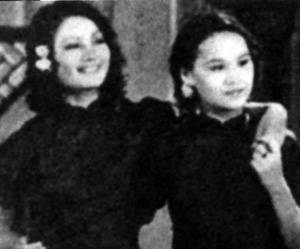
Li Lili i Chen Yanyan en la pel·lícula "The Great Road"

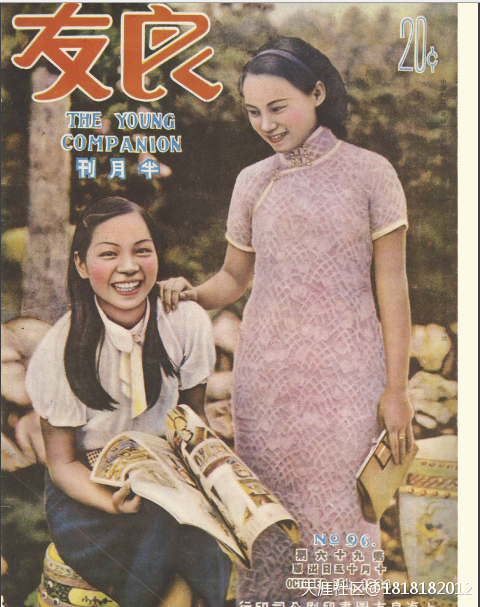
Portada de la revista The Young Companion, amb Chen Yanyan (dreta) i Wang Renmei

En una onomàstica xinesa Chen es el cognom i Yanyan el prenom.
Chen Yanyan (xinès simplificat: 陳燕燕 ) (Ningbo 1916 - 1999). Productora i actriu de cinema xinesa. Una de les actrius més populars dels anys 30 a la Xina. Una de les principals estrelles de la companyia Linhua, símbol d'una nova generació d'actrius, representant d'una joventut moderna, especialment estimada entre el públic estudiant.

## Biografia
Chen Yanyan, també coneguda com Chan Yen-yen, de nom real Chen Qianqian va néixer en una família pequinesa d'ètnia manxú el 12 de gener de 1916 a Ningbo, província de Zhejiang (Xina). Quan Chen tenia catorze anys la família es va traslladar a Pequín i Chen va estudiar en una escola catòlica, (Escola de Nenes del Sagrat Cor). Més tard el seu pare , un conservador inflexible, va decidir que no ho era adequat que una jove marxi de casa amb tanta llibertat, encara que només fos per anar a l'escola; per aquest motiu va contractar un professor perquè vingués a casa seva per donar-li una educació tradicional basada en l'aprenentatge dels clàssics.

#### Carrera cinematogràfica

##### Inici casual
Chen va entrar al món del cinema de forma casual. El 1930 un equip de la naixent companyia Lianhua va anar a Pequín per rodar la pel·lícula Spring Dream of an Old Capital , dirigida per Sun Yu. El plató de la pel·lícula es trobava a prop del restaurant Dong'an, dirigit per un familiar de Chen, que anava cada dia a veure el rodatge i admirar els seus actors favorits. Un dia va ser observada pel director Sun Yu que va valorar la seva passió pel cinema. Li van preguntar si volia fer un petit paper a la pel·lícula que estaven fent i ella va respondre que si, però que no podria. El director va insistir en fer-li una prova i l’endemà va fer una escena om interpretava a una prostituta que parlava amb un home al carrer. L'escena va ser tallada, ja que malgrat el maquillatge i el vestuari, Chen per la seva edat no representava el perfil i a més els productors van considerar que la imatge d'una nena que es prostituïa no es corresponia als ideals progressistes en els quals la productora es proposava de basar les seves produccions.

##### Linhua
Com que Chen encara era menor d'edat quan va arribar a Shanghai, la productora Lianhua va haver de falsejar la seva edat en tres anys per aconseguir que signés un contracte de treball. Inicialment va treballar com a aprenent a la cambra fosca de l'estudi, rebent un sou de quinze iuans al mes. El 1930 va actuar a 自殺合同  (Suicide Contract) un film de Zhu Shilin, protagonitzada per Ruan Lingyu, i el 1931,amb quinze anys va començar a fer petits papers en pel·lícules diverses, com 银汉双星 (Two Stars of the Mikiway) de Shi Dongshan, 一剪梅 (A Spray of Plum of Blossoms) de Bu Wancang. A Linhua va signar un contracte per cinc anys i va treballar en moltes de les pel·lícules de Sun Yu, el director que la va descobrir; entre altres va rodar, 大路(The Big Road) protagonitzada amb Jin Yan, Li Lili, Zheng Junli i Luo Peng, exemple del star system de l’epoca. El film s'ha definit com a un exemple del cinema de “defensa nacional” amb cançons patriotiques , pero també com una comèdia que va obrir nous camins per la cinematografia xinesa. El 1932 va treballar amb el director Cai Chuseng amb qui va rodar 南國之春 (Spring in the South) pel·lícula que li va permetre obtenir una gran popularitat, i en 共赴國難 (Answering the Nation's Call).
El 1935 dins una etapa on la productora volia potenciar els ideals sorgits del Moviment per la Vida Nova (新生活运动) i promulgats pel Guomindang, Chen va participar en el rodatge de 天倫 (Song of China) dirigida per Fei Mu i Luo Mingyou, un exemple del nou ideari,i el 1937 a 慈母曲 (Mother's Song) de Zhu Zhilin, on també s'inclouen principis confucians.
En total, Chen a Linhua hi va rodar un total de vint-í-quatre pel·lícules.

##### Xinhua i altres productores
Durant la segona guerra sino-japonesa es va quedar a Shanghai i va entrar a la productora Xinhua, on va interpretar papers de heroïnes a l'estil de Madame Butterfly paper que va fer en una pel·lícula de l'any 1942 (蝴蝶夫人). Posteriorment va treballar en productores com Huaxin, Warwick ,China United Film and Television Film Company,  Mandarin, i Cathay Pacific i China Electronics.

##### Hong Kong i Shaw Brothers
El 1949, quan va pujar al poder el Partit comunista, Chen es va exiliar a Hong Kong i desprès a Taiwan. Inicialment va fundar una productora la Haiyan Film Company amb el seu segon marit l'actor Wang Hao i van rodar dues pel·lícules, 春色無邊 (Love Fiesta) i 大平洋之鯊 (Shark of the Pacific). Desprès es va incorporar als grans estudis Shaw Brothers, on va interpretar papers de dones més grans, en pel·lícules com el musical 梁山伯與祝英台 (The Love Eterne) de Li Han Hsiang, 獨臂 刀 (One-Armed Swordsman ) de Chang Cheh del 1967 i 十四女英豪 - Shi si nu ying hao - (The14 amazons) de Cheng Kang del 1972.
Es va retirar del cinema l'any 1972, però va aparèixer en un programa de televisió de Taiwan l'any 1988.
L'última aparició de Chen Yanyan a la gran pantalla es remunta al 1991 i és a la pel·lícula Center Stage, coneguda també com Actress and Yuen Ling-yuk, una biografia de l'actriu Ruan Lingyu (interpretada per Maggie Cheung), dirigida per Stanley Kwan, on Chen hi participa explicant la seva rivalitat amb l'actriu.
El 1993, va guanyar el 30è premi Golden Horse Memorial Award.
Va morir a Hong Kong l 7 de maig de 1999.

## Filmografia destacada
| Any  | Títol anglès                         | Títol original xinès | Paper                 |
| 1930 | Suicide contract                     | 自殺合同             |                       |
| 1930 | Dream of the Ancient Capital         | 故都春夢             |                       |
| 1931 | Love and Duty                        | 戀愛與義務           | Ping'er               |
| 1931 | A Spray of Plum Blossoms             | 一剪梅               | A Qiao (Lucetta)      |
| 1931 | Two Stars of the Milkiway            | 銀漢雙星             | Actriu                |
| 1932 | Spring in the South                  | 南國之春             | Li Xiaohong           |
| 1932 | Humanity                             | 人道                 |                       |
| 1932 | Answering the Nation's Call          | 共赴國難             |                       |
| 1932 | Another Dream of the Ancient Capital | 續故都春夢           |                       |
| 1933 | Three Modern Women                   | 三個摩登女性         | Chen Ruoying          |
| 1933 | The Light of Maternal Instinct       | 母性之光             | Shao Mei              |
| 1934 | Pear Flowers in Rainstorm            | 暴雨梨花             |                       |
| 1934 | The Iron Bird                        | 鐵鳥                 |                       |
| 1934 | The Kindred Feelings                 | 骨肉之恩             |                       |
| 1934 | The Big Road                         | 大路                 | Ding Xiang            |
| 1935 | Song of China                        | 天倫                 | Sun Ruoyan            |
| 1935 | A Fallen Goose by the Cold River     | 寒江落雁             |                       |
| 1936 | A Heroic Girl                        | 孤城烈女             | Chen Yiyi             |
| 1937 | Lianhua Symphony                     | 聯華交響曲           |                       |
| 1937 | Spring Comes Everywhere              | 春到人間             |                       |
| 1937 | Song of a Kind Mother                | 慈母曲               |                       |
| 1937 | The Free World                       | 自由天地             | 鸿玉                  |
| 1937 | New and Old Times                    | 新舊時代             |                       |
| 1939 | A Legendary Pipa                     | 琵琶記               |                       |
| 1939 | Regrets of Life and Death            | 生死恨               |                       |
| 1939 | The White Snake                      | 白蛇傳               |                       |
| 1940 | Legend of Sui Dynasty                | 隋宮春色             | 李小玉                |
| 1940 | The Flower Girl                      | 花魁女               |                       |
| 1940 | Du Shiniang                          | 杜十娘               |                       |
| 1940 | A Ghost                              | 女鬼                 |                       |
| 1941 | Bloody Tears Behind the Iron Window  | 鐵窗紅淚             |                       |
| 1941 | Family                               | 家                   |                       |
| 1942 | Wedding Night                        | 洞房花燭夜           |                       |
| 1942 | Standard Lady                        | 標準夫人             |                       |
| 1942 | Madame Butterfly                     | 蝴蝶夫人             |                       |
| 1942 | Compassion                           | 博愛                 |                       |
| 1942 | Youth Passes in Vain                 | 芳華虛度             |                       |
| 1943 | Tide of Passion                      | 情潮                 |                       |
| 1943 | Distant Longing                      | 兩地相思             |                       |
| 1947 | Wedding Candles                      | 龍鳳花燭             |                       |
| 1947 | Unending Love/Love Everlasting       | 不了情               | Yu Jiayin             |
| 1948 | Destruction                          | 天魔劫               |                       |
| 1948 | Elusive                              | 神出鬼沒             |                       |
| 1949 | A Lingering Dream                    | 巫山夢迴             |                       |
| 1953 | Love Song                            | 戀歌                 | Ge Ping               |
| 1953 | The Magic World of Filmdom           | 銀海千秋             |                       |
| 1954 | The Beautiful Ghost of the Sea       | 海角芳魂             | He Yichun             |
| 1956 | The Long Lane                        | 長巷                 |                       |
| 1957 | Teenagers Folly                      | 錦繡前程             | Zhang Jiazhen         |
| 1957 | Love Fiesta                          | 春色無邊             |                       |
| 1960 | Nobody's Child                       | 苦兒流浪記           |                       |
| 1960 | The Iron Hoof of Oppression          | 鐵蹄下               |                       |
| 1960 | Reunion                              | 音容劫               |                       |
| 1961 | Shark of the Pacific                 | 大平洋之鯊           |                       |
| 1962 | 14000 Witnesses                      | 一萬四千個證人       |                       |
| 1963 | The Love Eterne                      | 梁山伯與祝英台       | Zhu Yingtai's mother  |
| 1963 | Bitter Sweet                         | 為誰辛苦為誰忙       | MOTHER LUO            |
| 1963 | The Lady and the Thief               | 女人與小偷           |                       |
| 1963 | Three Sinners                        | 閰惜姣               | Old Mrs. Yen          |
| 1964 | Between Tears and Smiles             | 新啼笑姻緣           | Mu Lan’s Mother       |
| 1964 | Lady General Hua Mu-lan              | 花木蘭               | Hua Mu-lan's mother   |
| 1964 | The Crimson Palm                     | 血手印               | Mrs- Lin              |
| 1965 | The Butterfly Chalice                | 蝴蝶盃               | Madam Tien            |
| 1965 | Son of Good Earth                    | 大地兒女             | Tian Degui's wife     |
| 1965 | The Grand Substitution               | 萬古流芳             | Cheng Ying's wife     |
| 1965 | The Lotus Lamp                       | 寶蓮燈               | Chiu Erh’s mother     |
| 1965 | The West Chamber                     | 西廂記               | Lady Cui              |
| 1966 | The Blue and the Black               | 藍與黑               | Mrs. Ji               |
| 1966 | The Joy of Spring                    | 歡樂青春             | Teacher               |
| 1967 | Auntie Lan                           | 蘭姨                 | Jiang Wenlan's mother |
| 1967 | The Goddess of Mercy                 | 觀世音               | Queen                 |
| 1967 | Too Late for Love                    | 烽火萬里情           | Fen’s Auntie          |
| 1967 | Four Sisters                         | 黛綠年華             | Luo Mu                |
| 1967 | Sing High, Sing Low                  | 星月爭輝             |                       |
| 1967 | One-Armed Swordsman                  | 獨臂刀               | Master Qi’s Wife      |
| 1967 | My Dream Boat                        | 船                   | Shin’s mother         |
| 1968 | Spring Blossoms                      | 春暖花開             | Mrs. Chen             |
| 1969 | Dead End                             | 死角                 | Zhang Chun's mother   |
| 1969 | The Three Smiles                     | 三笑                 | Lady Hua              |
| 1970 | Heads for Sale                       | 女俠賣人頭           |                       |
| 1970 | Sons and Daughters                   | 千萬人家             |                       |
| 1970 | Valley of the Fangs                  | 餓狼谷               |                       |
| 1971 | It Takes a Man to Be Henpecked       | 怕老婆是大丈夫       |                       |
| 1972 | The Young Avenger                    | 小毒龍               | Third Sister          |
| 1972 | Trilogy of Swordsmanship             | 群英會               |                       |
| 1972 | The Merry Wife                       | 娃娃夫人             |                       |
| 1972 | Fists of Vengeance                   | 鐵拳燕子飛           |                       |
| 1972 | The 14 Amazons                       | 十四女英豪           | Geng Jinhua           |
| 1972 | Flower in the Rain                   | 雨中花               | Yuan Ping's mother    |
| 1973 | The Young Tiger                      | 小老虎               | Tiger’s mother        |
| 1974 | The Thunder Kick                     | 一網打盡             |                       |
| 1978 | Mantis Combat                        | 螳螂醉虎無影腳       |                       |
| 1982 | Dark Trap                            | 黑圈套               |                       |
| 1984 | The Warmth of an Old House           | 頤園飄香             |                       |
| 1986 | This Love of Mine                    | 我的愛               |                       |